# Umi no Misaki
Umi no Misaki (海の御先?) è un manga giapponese ideato e disegnato da Kou Fumizuki. È stato serializzato dalla Hakusensha sulla rivista Young Animal dal 28 settembre 2007 al 28 febbraio 2014. I 135 capitoli sono stati raccolti successivamente in 15 volumi tankōbon.

## Trama
Nagi Goto giunge sull'isola giapponese di Okitsushima. Sceso dalla nave inizia la sua ricerca di Umi no Misaki (lett. "promontorio sul mare") ed incontra per caso una giovane e bellissima ragazza di nome Shizuku Narumi che si offre volentieri di accompagnarlo in quel luogo. Una folata di vento però fa volare via il cappello di Shizuku e Nagi precipita dalla scogliera per riuscire a prenderlo; quando ormai le forze lo stavano abbandonando in balia delle acque la ragazza riesce a raggiungerlo e con la respirazione bocca a bocca a rianimarlo. Dopo aver passato il resto della giornata insieme, i due si separano; giunto a casa riceve una telefonata di suo padre che gli comunica che purtroppo non potrà raggiungerlo per molto tempo ma che potrà fare comunque affidamento sui vicini di casa. Tra loro c'è Karin Nagumo che ha la brutta abitudine di cambiarsi senza chiudere le tende, così, involontariamente, Nagi la vede e questo sciocca la ragazza. Con Karin abita anche la nonna e la sorellina Rinne che si affeziona subito a Nagi; questa famiglia è comunque molto gentile e lo invita spesso a mangiare da loro.
Il giorno successivo il ragazzo si reca per la prima volta nella sua nuova scuola e incontra, scambiandola per una studentessa delle elementari a causa del suo aspetto e del suo comportamento, la sua nuova insegnante: la signorina Kisaragi. Giunto in classe è felice di vedere che tra i suoi nuovi compagni c'è anche Shizuku ma lei fa finta di non conoscerlo e gli dice di non rivolgerle la parola. In cortile un'altra ragazza, Soyogi Mitsurugi, è curiosa di come uno straniero possa conoscere Shizuku e quando Nagi prende per una spalla Karin reagisce violentemente bloccandolo per un braccio e intimandogli di non avvicinarsi mai più a lei. Questa situazione getta nello sconforto Nagi che non riesce a capire ciò che sta succedendo. Karin gli rivela però che alla festa della "Divinità Drago" potrà iniziare a capire qualcosa di più. A questa festa ad accompagnarlo c'è anche la signorina Kisaragi, che come lui ha avuto un permesso speciale per assistere all'evento. A celebrare la cerimonia c'è proprio Shizuku che è una delle tre "Sacerdotesse del tempio" che ha il compito di servire la Divinità Drago; questo suo ruolo importantissimo per gli abitanti dell'isola fa capire a Nagi il perché della reazione di rabbia e sconcerto delle altre persone nei suoi confronti quando si era avvicinato a lei con incuranza. Dopo aver portato i suoi rispetti alle Sacerdotesse del tempio, Rinne, lo ferma e gli dice di ritornare al tempio a notte a fonda. Nagi la ascolta e vi ritorna; Rinne lo fa vestire con un abito da cerimonia e sedere al posto della Divinità Drago. La nonna di Karin gli spiega che è proprio lui la sua reincarnazione perché è il figlio maschio di una ex Sacerdotessa del tempio e perché nato proprio il giorno in cui il precedente scomparve. Questa notizia lascia attonite le Sacerdotesse del tempio che non si aspettavano proprio Nagi e visto che il loro compito è consacrare spirito e corpo alla Divinità Drago e guadagnarsi così la sua preferenza non sanno come comportarsi.
Karin è felice che sia proprio Nagi la Divinità Drago, così che anche lei possa avere una possibilità di essere scelta, vista la sua incapacità di seguire l'esempio delle altre Sacerdotesse del tempio nelle preghiere e nel comportamento con le altre persone. Shizuku finalmente può aprirsi con qualcuno che la capisca davvero e Nagi è proprio la persona ideale per lei visto il loro primo incontro a Umi no Misaki. Anche Soyogi, l'unica a cui non piaceva l'idea che fosse proprio Nagi la Divinità Drago, comincia a fidarsi di lui e lo accetta come Divinità Drago e mano a mano che lo conosce meglio gli si avvicina sempre di più. A questo punto ognuna di loro vuole le attenzioni di Nagi e cominciano anche ad essere gelose l'una dell'altra perché hanno capito che questa è una gara che porterà la vincitrice ad averlo tutto per sé.

## Personaggi principali
Nagi Goto (後藤 凪?, Goto Nagi)
Il protagonista del manga, ha 17 anni, capelli neri ed occhi nocciola. Si reca sull'isola di Okitsushima con l'intento di visitare il luogo dove nacque sua madre e poi visitare l'Umi no Misaki, un promontorio dove sua madre fece una foto diversi anni prima. Suo padre è bloccato a New York per lavoro è così lui è costretto a vivere da solo. Dopo essere stato invitato al festival della Divinità Drago, in cui le sue compagne di classe Karin, Shizuku e Soyogi ricoprono l'importantissimo ruolo di Sacerdotesse, viene informato da Yae Nagumo che è proprio lui l'attuale reincarnazione della Divinità Drago. La madre di Nagi morì quando lui era ancora molto piccolo e non sapeva che anche lei fosse stata una Sacerdotessa su Okitsushima. La sua morte lo aveva colpito profondamente e così da piccolo cercava di mostrare agli altri il proprio lato più duro per difendersi da loro, ma questo comportamento lo rattristava e così decise di comportarsi in maniera sempre diretta e spontanea. Anche se di carattere gentile e riflessivo l'idea di essere la Divinità Drago lo riempiva d'ansia ma con il trascorrere del tempo è riuscito a superare queste sue paure. Piano piano è stato in grado di capire meglio il suo ruolo e quello che significa per le Sacerdotesse riuscendo a guadagnare la fiducia e l'affetto delle tre ragazze. Si applica sempre al massimo in tutte le attività che intraprende come ad esempio lo studio, suo punto di forza è inoltre il saper cucinare egregiamente, per cui molte volte le Sacerdotesse lo pregano di mettersi ai fornelli.
Shizuku Narumi (鳴海 雫?, Narumi Shizuku)
Shizuku è la prima persona che incontra Nagi sull'isola; ha 17 anni, capelli blu ed occhi nocciola. Durante il tempo trascorso dai due a Umi no Misaki lei non era al corrente che Nagi sarebbe diventato ben presto un abitante dell'isola, così si era sentita in grado di recitare un ruolo che non le apparteneva, fingendosi un'altra persona. Quando invece si rende conto che Nagi sarebbe rimasto sull'isola mette tutto il suo impegno nell'ignorarlo arrivando al punto di dirgli che non sapeva chi fosse e di smettere di parlarle.
Lei infatti è la Sacerdotessa del mare, colei che dona le benedizioni, la più importante delle Sacerdotesse di Okitsushima e non può parlare con chiunque. La sua espressione era sempre corrucciata e non parlava mai con nessuno ad esclusione delle altre Sacerdotesse. Da piccola decise di propria spontanea volontà di vivere in isolamento così che le sue amiche Karin e Soyogi non dovessero farlo. Dopo la rivelazione che è proprio Nagi la Divinità Drago inizia ad aprirsi con lui ed i suoi comportamenti ricordano sempre di più la ragazza del loro primo incontro. Lei crede infatti che la Divinità Drago abbia inviato Nagi da lei così che lei possa iniziare a comportarsi come una ragazza normale.
Adora cucinare anche se non è brava come Karin e Nagi. Rivela i propri sentimenti a Nagi dicendogli di averlo amato dal loro primo incontro. È un'appassionata lettrice di manga che tiene nascosti in apposita stanza, ama inoltre gli animali di pezza ed i dolci come il rullino. È la nuotatrice più abile delle tre Sacerdotesse infatti le altre si rifiutano di fare una gara di nuoto con lei, è riuscita a salvare Nagi da sicuro annegamento durante il loro primo incontro. Riesce a rilassarsi ed a dormire in qualsiasi situazione e durante la loro permanenza a casa di Nagi è quella che evita che le altre ragazze vadano a dormire con lui per poi addormentarsi ed inconsciamente trascinare tutte e tre le ragazze legate insieme nel letto del ragazzo. È nata nel mese di maggio.
Durante il viaggio sull'isola di Hontsu incontra casualmente sua madre che le porge i propri rispetti senza però salutarla direttamente. I rapporti tra la madre e Shizuku sono infatti molto freddi anche se la ragazza aveva provato in ogni modo a guadagnarsi l'apprezzamento della madre facendo il massimo per essere una perfetta Sacerdotessa. Durante una visita ad Umi no Misaki viene rivelato che la madre di Shizuku e quella di Nagi si conoscevano e spesso venivano insieme in quel luogo. In questa occasione Nagi riesce a fare aprire definitivamente Shizuku e farle esprimere tutta la sua frustrazione repressa finendo poi per baciarsi appassionatamente e sdraiarsi, abbracciati, a terra.
Karin Nagumo (南雲 火凜?, Nagumo Karin)
Karin è una ragazza di 16 anni e capelli e occhi rosa. Il primo incontro con Nagi avviene quando lui, durante una telefonata col padre, guarda fuori dalla finestra vedendola cambiarsi i vestiti. Rumorosa ed ostinata è convinta che Nagi sia un guardone ed un pervertito e gli dice più volte di andarsene dall'isola. Però, anche sapendo che il ragazzo vive nella casa di fianco alla sua, continua con la sua mancanza di discrezione venendo vista più volte da Nagi seminuda.
Lei è la Sacerdotessa del fuoco, colei che dona prosperità, la meno importante delle Sacerdotesse di Okitsushima. Dopo aver saputo che Nagi è l'incarnazione attuale della Divinità Drago diventa con lui molto più docile e timida per il disappunto del ragazzo. Nagi mette fine subito a questo suo comportamento dicendo che preferiva la vecchia Karin e le dice che troverà un modo per far sì che sia lei che le altre Sacerdotesse possano essere se stesse. Dopo esserci riuscito, Karin vuole la benedizione da lui e gli dice che sia come Divinità Drago che come Nagi lo accetta. Poco dopo si accorge di essersi innamorata di lui arrivando ad affrontare le altre Sacerdotesse dicendo che lei ce la metterà tutta per guadagnarsi il favore di Nagi.
È la più spensierata ed allegra delle tre Sacerdotesse e adora stare in compagnia della gente ma a discapito di questo suo apparire lei si sente inferiore a Shizuku e Soyogi arrivando al punto di dubitare di se stessa. Di recente ha deciso che anche se non è una ferma credente della Divinità Drago lei crederà con tutto il suo cuore in Nagi. È l'unica Sacerdotessa a vivre ancora con la sua famiglia, abile cuoca aiuta in casa sua nonna nelle faccende domestiche. Ha una sorellina di nome Renne che le sta sempre accanto. È l'ultima Sacerdotessa ad aver baciato Nagi ma dopo questo loro incontro si è aperta molto di più con lui arrivando a baciarlo davanti a Shizuku e Soyogi.
Soyogi Mitsurugi (御剣 そよぎ?, Mitsurugi Soyogi)
Soyogi ha 17 anni, capelli azzurri e occhi blu. Nagi la incontra il suo primo giorno di scuola sull'isola: quando il ragazzo si avvicina ed inizia a parlare con Shizuku lei gli dice di starle lontana e nel cortile, quando tocca Karin, la ragazza gli blocca il braccio con una presa.
Lei è la Sacerdotessa del vento, colei che dona protezione, seconda per importanza solo a Shizuku. Prende questo suo compito molto seriamente essendo stata cresciuta sin da piccola solo per questo.
Quando scopre che è Nagi la Divinità Drago arriva addirittura a cercare di sedurlo nel sonno malgrado all'inizio fosse delusa che proprio in lui si fosse reincarnata la Divinità. Piano piano però inizia a capire che la cosa che l'aveva più delusa era il fatto di non sapere come interagire con lui dedicando pochissimo tempo a parlare con le altre persone. L'aver capito di non essere perfetta come credeva la riempie di amarezza fino al giorno in cui Nagi si complimenta con lei per la sua forza, tirandola su di morale. Questo gesto le fa capire quanto in realtà tenga a lui apprezzando il fatto che al ragazzo piaccia per quello che è davvero.
Se in cucina è la più imbranata del gruppo, sapendo preparare unicamente la zuppa di miso senza contorni, nelle faccende domestiche non ha rivali. È un'abile pescatrice ed adora suonare il Sashin, uno strumento simile allo shamisen. Come Shizuku vive da sola ed anche lei ha un posto che considera sacro: Kaze no Misaki, una collina dove il vento soffia perennemente.

## Personaggi secondari
Rinne Nagumo (南雲 凜音?, Nagumo Rinne)
La sorella minore di Karin, silenziosa ed introversa si apre stranamente subito a Nagi che chiama affettuosamente Nii Nii (fratellone). Presta anche lei servizio al tempio ma non come Sacerdotessa, viene incaricata di far tornare Nagi al tempio per dichiararlo nuova Divinità Drago all'insaputa della sorella. Vuole molto bene alla sorella e alle altre Sacerdotesse e raccomanda a Nagi di prendersi cura di loro.
Yae Nagumo (南雲 ヤエ?, Nagumo Yae)
La nonna di Karin e Rinne. È lei a rivelare che Nagi è la nuova Divinità Drago.
Tamae Kisaragi (如月?, Kisaragi)
La professoressa della classe di Nagi. Piccola di statura tanto da essere scambiata per un'alunna delle elementari ha un carattere molto estroverso ed adora studiare i riti di altre culture. Viene invitata insieme a Nagi alla festa per la Divinità Drago. A discapito del suo aspetto è molto intelligente ed accortasi dei cambiamenti nelle tre Sacerdotesse intuisce subito la vera identità di Nagi. Consiglia al ragazzo di cercare di conoscere le tre ragazze e cercare di capire anche cosa loro si aspettassero dalla Divinità Drago. Mike è una sua amica d'infanzia.
Kaito (海斗?)
L'unico ragazzo in classe con Nagi. È molto intelligente e diligente per questo la professoressa Kisaragi adora prendersi gioco di lui. Fino alla festa sulla spiaggia non aveva mai parlato con Nagi non volendolo accettare in quanto credeva che il compagno se ne sarebbe andato subito. Intuisce che sta accadendo qualcosa di strano vedendo riunite attorno a Nagi tutte e tre le Sacerdotesse. Il suo sogno è quello di poter lasciare un giorno l'isola, che non gli offre tutto ciò che vuole, per trasferirsi a Tokyo.
Kuruma Konatsu (来間 小夏?, Konatsu Kuruma)
Compagna di classe di Nagi.
Shizue Hirara (平良 静江?, Hirara Shizue)
Compagna di classe di Nagi e grande amica di Soyogi. Anche lei vorrebbe che Nagi portasse maggior rispetto per le Sacerdotesse ma Soyogi la ferma, dicendole che il ragazzo può fare come vuole. L'incapacità in cucina della Sacerdotessa del vento deriva dal fatto di non aver mai dovuto cucinare perché Shizue pensava a tutto al suo posto.
Yoshino Suzuho (吉野 涼帆?, Suzuho Yoshino)
Compagna di classe di Nagi.
Okitsu Miyako (奥津 宮古?, Miyako Okitsu)
La madre di Nagi. Muore quando Nagi era ancora piccolo e tutto ciò che il ragazzo sa di lei gli viene raccontato dal padre. Era una delle sacerdotesse del promontorio di Okitsushima.
Keiko Satomi (恵子 里美?, Satomi Keiko)
Detta Mike è un'amica d'infanzia di Tamae Kisaragi ed è un'attrice molto famosa. Non avendo altro posto dove stare sull'isola va a vivere temporaneamente con Nagi e le sacerdotesse. Come la sua amica cerca di aiutare i ragazzi a capire i propri sentimenti prima impersonando le sacerdotesse di fronte a Nagi e poi discutendo con Shizuku.

## Manga
Umi no Misaki è stato serializzato dalla Hakusensha sulla rivista Young Animal dal 28 settembre 2007 al 28 febbraio 2014. I 135 capitoli sono stati poi raccolti in 15 volumi tankōbon.
| Nº | Titolo italiano (traduzione letterale) Giapponese 「Kanji」 - Rōmaji | Data di prima pubblicazione              | Data di prima pubblicazione |
| Nº | Titolo italiano (traduzione letterale) Giapponese 「Kanji」 - Rōmaji | Giapponese                               |                             |
| 1  | Umi no Misaki 1 「海の御先 1」 | 28 settembre 2007 ISBN 978-4-592-14481-6 |                             |
| 1  | Capitoli (traduzioni letterali dei titoli) - 1. Okitsushima - 2. Dio Drago - 3. Karin e Rinne - 4. Primo giorno di trasferimento - 5. Soyogi - 6. Rituale di purificazione - 7. Il festival del Dio Drago - 8. Reincarnazione - 9. Le tre Sacerdotesse                                                                                     |                                          |                             |
| 2  | Umi no Misaki 2 「海の御先 2」 | 28 marzo 2008 ISBN 978-4-592-14482-3     |                             |
| 2  | Capitoli (traduzioni letterali dei titoli) - 10. Per favore dimentica - 11. Terrazza per due - 12. Posso passare qui la notte? - 13. Sacerdotessa del mare - 14. Ti accetto - 15. OK, ma solo per poco tempo - 16. Scusa sono in ritardo - 17. Cerimonia di purificazione - 18. Inizio ad innamorarmi                                      |                                          |                             |
| 3  | Umi no Misaki 3 「海の御先 3」 | 29 luglio 2008 ISBN 978-4-592-14483-0    |                             |
| 3  | Capitoli (traduzioni letterali dei titoli) - 19. Va bene se mi innamoro di te? - 20. Bentornato - 21. Una missione, un destino - 22. Scegliere una delle 3!? - 23. Il segreto di Shizuku - 24. È una cosa strana, no? - 25. Confessione - 26. Le preoccupazioni di ognuno - 27. Tre persone. Tre individui                                 |                                          |                             |
| 4  | Umi no Misaki 4 「海の御先 4」 | 24 dicembre 2008 ISBN 978-4-592-14484-7  |                             |
| 4  | Capitoli (traduzioni letterali dei titoli) - 28. Kaze no Misaki - 29. Huh? Solo io!? - 30. Sacerdotessa del fuoco - 31. Baciami... - 32. La spiaggia - 33. Lavorerò sodo - 34. Assalto! Visita a casa! - 35. Una persona completamente diversa - Speciale. Giorni spensierati                                                              |                                          |                             |
| 5  | Umi no Misaki 5 「海の御先 5」 | 29 maggio 2009 ISBN 978-4-592-14485-4    |                             |
| 5  | Capitoli (traduzioni letterali dei titoli) - 36. La casa di Soyogi - 37. ...incontro!? - 38. Sanshin - 39. Fenomeno fisiologico - 40. Sacerdotessa immeritevole - 41. Io sono la terza - 42. Cronologia - 43. Cake roll - 44. Il fuoco nel mio petto                                                                                       |                                          |                             |
| 6  | Umi no Misaki 6 「海の御先 6」 | 27 novembre 2009 ISBN 978-4-592-14486-1  |                             |
| 6  | Capitoli (traduzioni letterali dei titoli) - Speciale. Equazione d'amore - 45. La prima notte - 46. Fuori discussione - 47. Ricompensa - 48. Alla spiaggia tutti insieme - 49. Mi dispiace - 50. La natura delle cose - 51. Onorando Okuhime - 52. Capsula del tempo                                                                       |                                          |                             |
| 7  | Umi no Misaki 7 「海の御先 7」 | 29 marzo 2010 ISBN 978-4-592-14487-8     |                             |
| 7  | Capitoli (traduzioni letterali dei titoli) - 53. Sull'isola di Hontsu - 54. Sei stata brava - 55. Dolcezza nella sua totalità - 56. Il giardino segreto dei fiori - 57. Buona a nulla - 58. Lo stratagemma di Soyogi - 59. Gelosia...!? - Speciale 1. Le cose che puoi trovare qui ma non a Tokyo - Speciale 2. Natale sulle isole del sud |                                          |                             |
| 8  | Umi no Misaki 8 「海の御先 8」 | 27 agosto 2010 ISBN 978-4-592-14488-5    |                             |
| 8  | Capitoli (traduzioni letterali dei titoli) - 60. Il cuore è complicato - 61. Promessa - 62. Il Dio Drago di tutte - Speciale. L'ora del bagno - 63. Tama & Mike - 64. La riunione delle tre sacerdotesse - 65. Non è possibile! - 66. Il primo isolano - 67. Voglio farlo adesso                                                           |                                          |                             |
| 9  | Umi no Misaki 9 「海の御先 9」 | 28 febbraio 2011 ISBN 978-4-592-14489-2  |                             |
| 9  | Capitoli (traduzioni letterali dei titoli) - 68. Il passaggio dalla prima esperienza sessuale - 69. Nagi preso di mira!? - 70. I due lati dello specchio - 71. Mec VS. Cake Roll - 72. Scusa l'intrusione - 73. Conveniente e sconveniente - 74. Il lavoro di un'attrice - Speciale. Waai - Speciale. Soyogi e Shizue                      |                                          |                             |
| 10 | Umi no Misaki 10 「海の御先 10」 | 29 agosto 2011 ISBN 978-4-592-14490-8    |                             |
| 10 | Capitoli (traduzioni letterali dei titoli) - 75. Il mare di notte - 76. Performance - 77. Voglio Nagi-kun - 78. Lontani dagli dei - 79. Statemi bene - 80. La decisione delle tre sacerdotesse - 81. Guardami negli occhi - 82. Sono pronta? - Speciale. La mia Haru-chan                                                                  |                                          |                             |
| 11 | Umi no Misaki 11 「海の御先 11」 | 29 febbraio 2012 ISBN 978-4-592-14861-6  |                             |
| 11 | Capitoli (traduzioni letterali dei titoli) - 83. Dillo ancora - 84. Toccami un sacco - 85. Soddisfazione ed ansietà - 86. Punto essenziale - 87. Complesso - 88. Stai zitto!! - 89. Grazie - 90. Prendimi rudemente - 91. Rapporto sessuale                                                                                                |                                          |                             |
| 12 | Umi no Misaki 12 「海の御先 12」 | 24 agosto 2012 ISBN 978-4-592-14862-3    |                             |
| 12 | Capitoli (traduzioni letterali dei titoli) - 92. Pesce luna - 93. Nella grotta - 94. Terreno sacro - 95. Me, personalmente - 96. Lo stesso per me - 97. Sogno e realtà - 98. Usato?! - 99. Incontro con il dio drago - 100. Memorie del dio drago                                                                                          |                                          |                             |
| 13 | Umi no Misaki 13 「海の御先 13」 | 26 aprile 2013 ISBN 978-4-592-14863-0    |                             |
| 13 | Capitoli (traduzioni letterali dei titoli) - 101. Le sacerdotesse impazienti - 102. Scuola estiva?! - 103. Le tre sorelle - 104. Restituirlo al mare - 105. Ti amo - 106. - 107. - 108. - 109. |                                          |                             |
| 14 | Umi no Misaki 14 「海の御先 14」 | 29 ottobre 2013 ISBN 978-4-592-14864-7   |                             |
| 15 | Umi no Misaki 15 「海の御先 15」 | 29 maggio 2014 ISBN 978-4-592-14865-4    |                             |